# Gráfica de Gummel
En electrónica, la gráfica de Gummel es un conjunto de dos curvas trazadas sobre un mismo plano cartesiano en donde cada una representa la corriente de colector (IC) y la corriente de base (IB) de un transistor con respecto al voltaje de base a emisor (VBE), el voltaje de base a colector (VBC) es considerado constante, la gráfica se muestra de forma semilogarítmica.
Esta gráfica es muy utilizada para encontrar las propiedades en un dispositivo semiconductor debido a que representa la calidad de la unión base a emisor mientras hay una polarización de base a colector.
El dispositivo especializado en obtener el gráfico de Gummel de un transistor se llama Trazador de curvas (Semiconductor curve tracer) .
- Datos: Q1419927